# Jean-Jacques Acquevillo
Jean-Jacques Acquevillo, född 17 januari 1989 i Le Lamentin, Martinique, är en fransk handbollsspelare (vänsternia) som spelar för USAM Nîmes.

## Karriär

### Klubblag
Acquevillo är född i Martinique och spelade som ung fotboll innan han började med handboll i FR Palmistes U14-lag. Han spelade även för SC Lamantinois innan det blev en flytt till Frankrike och ALC Longvic som 19-åring. Acquevillo hjälpte klubben under sitt första år att bli uppflyttade från Nationale 3 till Nationale 2. Efter tre år i Longvic tog han steget till Grenoble SMH38 i Nationale 1.
2014 värvades Acquevillo till Saran Loiret. Han var med om två uppflyttningar med klubben; först till LNH Division 2 2015 och sedan till LNH Division 1 2016. Acquevillo var en viktig del under klubbens första matcher i högsta divisionen säsongen 2016/2017 och blev utsedd till ligans bästa spelare för september månad. Han var en bidragande orsak till att klubben klarade sig kvar i högsta divisionen under sin debutsäsong, men de blev dock nedflyttade under följande säsong.
I juni 2018 skrev Acquevillo på ett tvåårskontrakt med Cesson Rennes. Efter att klubben blivit nerflyttad från högsta divisionen skrev han i juni 2019 på ett treårskontrakt med USAM Nîmes.

### Landslag
Den 13 och 16 juni 2019 spelade Acquevillo sina två första matcher för Frankrikes landslag i kvalet till EM 2020. Han var en del av Frankrikes trupp vid VM 2021 i Egypten.